# Барамигін Микола Костянтинович
Микола Костянтинович Барамигін (12 грудня 1886, село Пеледуй, Іркутська губернія — 1972) — якутський рільник, Герой Соціалістичної Праці (1950).

## Біографія
Народився в селянській родині. З 1921 року жив у Олекминському районі, працював за наймом, потім — на орендованій землі в Амгинському. З 1927 року брав участь у колективізації, одним з перших вступив у товариство спільного обробітку землі.
З 1946 року до виходу на пенсію працював бригадиром колгоспу ім. Ф. Енгельса. У 1949 році його бригада досягла рекордного врожаю пшениці по 29 центнерів з гектара на площі 65 га.
21 червня 1950 року удостоєний звання Героя Соціалістичної Праці.

## Нагороди
- медаль " Серп і Молот "Героя Соціалістичної праці і орден Леніна (21.6.1950)[3].